# Black River Township (comté de Wayne, Missouri)
Pour les articles homonymes, voir Black River Township.
Black River Township est un township inactif, situé dans le comté de Wayne, dans le Missouri, aux États-Unis,.
Le township est baptisé en référence à la Black River.

### Source de la traduction
- (en) Cet article est partiellement ou en totalité issu de l’article de Wikipédia en anglais intitulé « Black River Township, Wayne County, Missouri » (voir la liste des auteurs).